# 利尼昂德波尔多
利尼昂德波尔多（法語：Lignan-de-Bordeaux，法語發音：[liɲɑ̃ də bɔʁdo]，意为“波尔多的利尼昂”）是法国吉伦特省的一个市镇，属于波尔多区。

## 地理
利尼昂德波尔多（44°47'46"N, 0°25'40"W）面积8.94 平方千米，位于法国新阿基坦大区吉倫特省，该省份为法国西南部沿海省份，是法國本土面积最大的省，北起滨海夏朗德省，西临大西洋，南至朗德省，东南接洛特-加龍省，东临多爾多涅省。
与利尼昂德波尔多接壤的市镇（或旧市镇、城区）包括：萨迪拉克、博讷唐、卡里尼昂德波尔多、塞纳克、法尔格圣伊莱尔、卢普、圣卡普赖德波尔多。

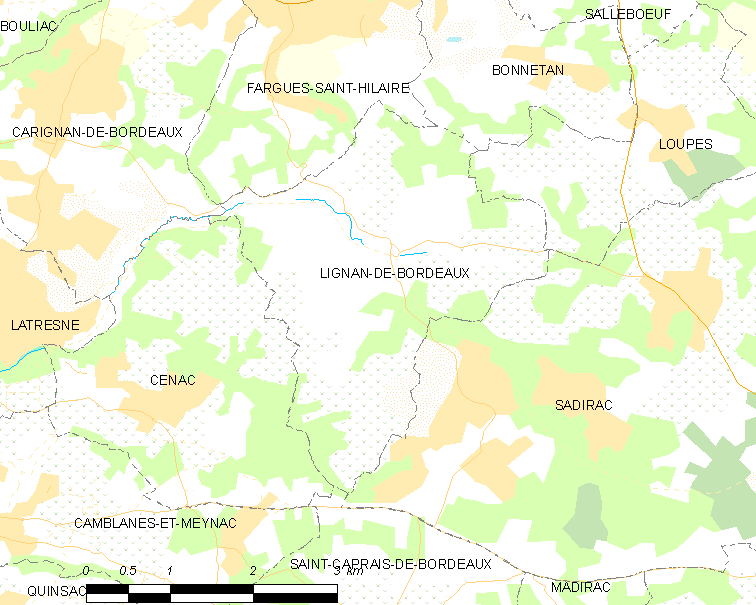
利尼昂德波尔多的OSM定位图

利尼昂德波尔多的时区为UTC+01:00、UTC+02:00（夏令时）。

## 行政
利尼昂德波尔多的邮政编码为33360，INSEE市镇编码为33245。

## 政治
利尼昂德波尔多所属的省级选区为克雷翁县。

## 人口

1962-2008年间利尼昂德波尔多人口变化图示

利尼昂德波尔多于2022年1月1日时的人口数量为834人。